# مفدی زکریا
مفدی زکریا (عربی: مفدي زكرياء؛ زادهٔ ۱۲ ژوئن ۱۹۰۸ – درگذشتهٔ ۱۷ اوت ۱۹۷۷) شاعر انقلاب الجزایر و سراینده سرود ملی «قسم» سرود حماسی و جاودانه الجزایر است.

## زندگی‌نامه
مفدی زکریا در ۱۲ ژوئن ۱۹۰۸ در روستایی در جنوب الجزایر به دنیا آمد. لقب ادبی او مفدی بوده و به مفدی زکریا معروف بود. او همچنین اشعارش را با عنوان «ابن تومرت» امضا می‌کرد. او دوران تحصیلی‌اش را با رفتن به مکتبی در زادگاهش شروع و آموزش‌هایی در زمینه علوم دینی و زبان را فراگرفت. سپس به تونس رفته و در آنجا تحصیلاتش را در مدرسه الخلدونیه و الزیتونیه ادامه داد و مجدداً به کشورش بازگشت و در جنبش ادبی و سیاسی فعالانه شرکت کرد و هنگامی که انقلاب الجزایر اوج گرفت با قلم و اندیشه‌اش به آن پیوست و تبدیل به شاعر انقلاب و عضو جبهه آزادیبخش شد، به همین خاطر فرانسه وی را بارها به زندان انداخت. در آخرین باری که در سال ۱۹۵۹ از زندان گریخت جبهه آزادیبخش او را به خارج از الجزایر فرستاد. او مدتی در تونس تحت معالجه بخاطر بیماری‌های ناشی از شکنجه در زندان قرار گرفت.

## فعالیت‌ها
زکریا اوائل دهه سوم به صفوف فعالیت‌های سیاسی و ملی پیوست. وی مبارزی فعال در صفوف تجمعات دانش آموزان مسلمان شمال آفریقا و همزمان عضو چندین جریان فعال سیاسی کشورش بود. وی سرانجام به جبهه آزادیبخش ملی الجزایر پیوست و به همین خاطر توسط فرانسوی‌ها به زندان محکوم گردید. او در سال ۱۹۳۷ مدتی نیز رئیس هیئت تحریریه روزنامه مردم بود، او همچنین شاعری متعهد بود که در مراحل مبارزه علیه اشغالگر فرانسوی از سال ۱۹۲۵ اشعاری حماسی نه فقط در مورد الجزایر بلکه برای کشور مغرب نیز می‌سرود و به وحدت نیروها علیه اشغالگری فرا می‌خواند.
مفدی زکریا در سال ۱۹۳۷ حزب مردم را تأسیس کرد و بمدت ۲ سال در آن فعالیت داشت، وی به تهمت توطئه علیه دولت فرانسه به زندان افتاد و در آنجا همراه با برخی از یارانش روزنامه هفتگی «پارلمان الجزایر» را منتشر می‌کرد که خودش رئیس تحریر آن بود. او به محض آزادی از زندان فعالیتش را در جنبش حمایت از آزادی‌های دمکراتیک «M T L D» ادامه داد و در آوریل ۱۹۵۵ یعنی چند ماه بعد از شعله‌ور شدن انقلاب سرود رسمی ملی بنام «قسم» را سرود. او بلافاصله به تهمت‌های مختلف دستگیر و تحت انواع شکنجه در زندان‌های مختلف قرار گرفت ولی هیچ‌کدام از این فشارها و سختی‌ها مانع استمرار فعالیت‌ها و مبارزات سیاسی وی نشد.

## مدال‌ها
- مدال درجه یک لیاقت از مغرب
- مدال درجه دو استقلال از رئیس‌جمهور تونس
- مدال لیاقت از رئیس‌جمهور تونس[۶]

## وفات
مفدی زکریا در روز چهارشنبه ۱۷ اوت ۱۹۷۷ در اثر سکته قلبی در تونس درگذشت و پیکر او به الجزایر منتقل و در زادگاهش «غردایه» دفن گردید.